# سيركو (ببغاء)
سيركو (فقس في 23 مارس 1997) هو أحد ببغاوات الكاكابو المتبقية في العالم. حقق شهرة فردية بعد حادثة عرضت على المسلسل التلفزيوني «الفرصة الأخيرة للرؤية» لبي بي سي. أدى الظهور اللاحق للحادث على القنوات التلفزيونية في جميع أنحاء العالم وعلى موقع يوتيوب إلى شهرة سيروكو دوليًا. في موطنه نيوزيلندا، اجتذب سيروكو آلاف الأشخاص خلال مظاهره الشخصية، وفي يناير 2010 حصل رئيس الوزراء جون كي على لقب المتحدث الرسمي لحماية الطائر. في هذا الدور، ساعد سيركو في الدفاع عن الحماية من خلال وسطاء بشريين على مواقع التواصل الاجتماعي والمدونات.

## ظهورات إعلامية أخرى
- فلم وثائقي قصير عن الحياة البرية الهندي أشويكا كابور بعنوان «Sirocco - How a Dud Became a Stud» يعتمد على حياته؛ وفاز بجائزة «Wildscreen Panda» في عام 2014.[3]
- أصبح سيركو مصدر إلهام لببغاء الحفلة، وهو رمز إيموجي متحرك شهير يرتبط كثيرًا بتطبيق سير العمل سلاك.[4]